# Maynooth

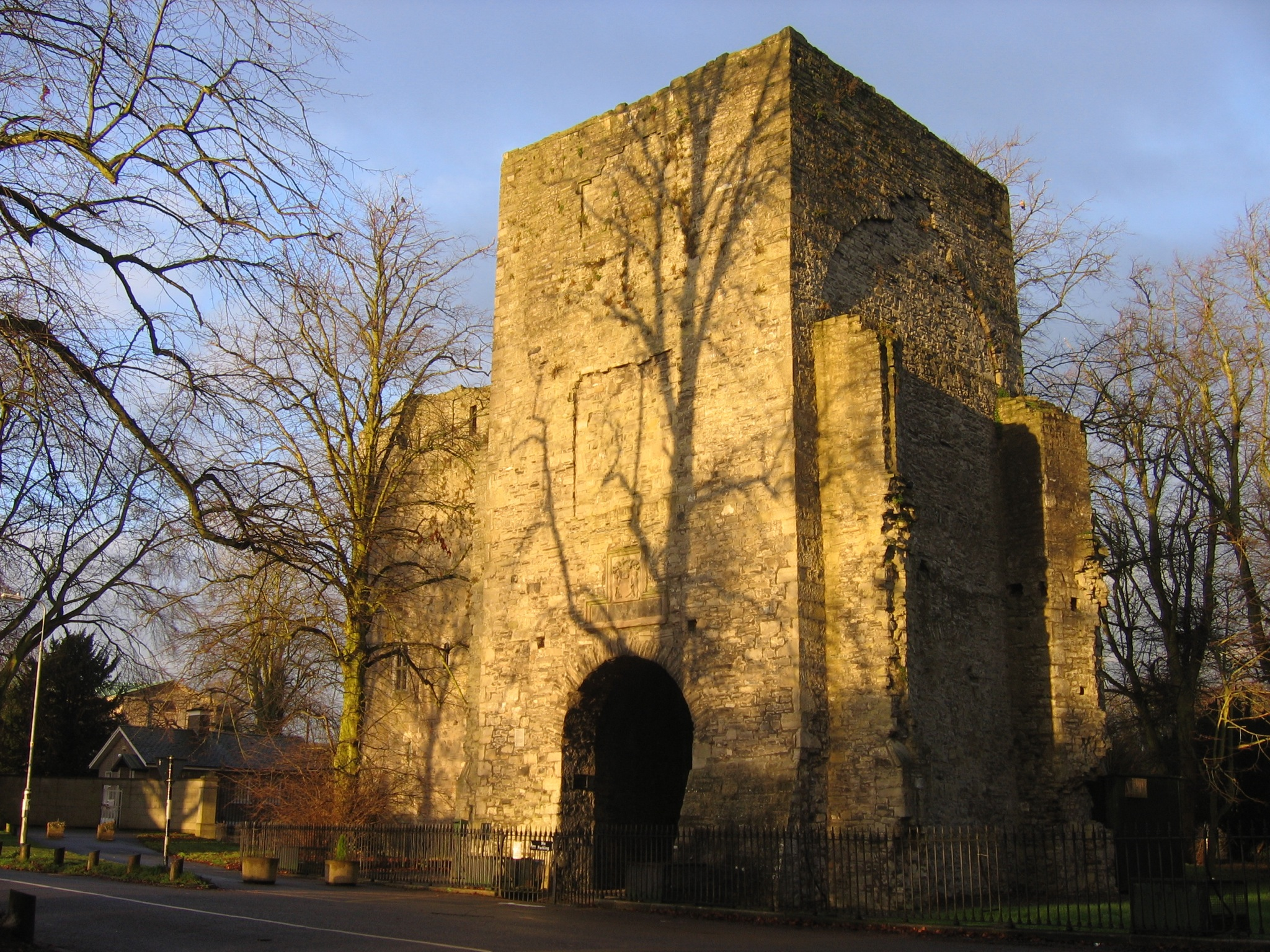
Maynooth Castle

Maynooth (irisch Maigh Nuad; dt.: „Ebene des Nuada“) ist eine Stadt im County Kildare im Osten der Republik Irland.

## Demografie und Verkehr
Maynooth liegt im Norden von Kildare, an der Grenze zum County Meath, 25 km westlich von Dublin. Seine Einwohnerzahl wurde bei der Volkszählung 2022 mit 17.259 Personen ermittelt; da Maynooth eine Universitätsstadt ist, hat es einen hohen Anteil unter 25-Jähriger. Maynooth gehört zur Erzdiözese Dublin.
Maynooth liegt an der M4 bzw. N4, die von Dublin über Mullingar und Longford nach Sligo führt. Es liegt ebenfalls auf der InterCity-Strecke der Iarnród Éireann von Dublin nach Sligo. Die Nähe zu Dublin ergab es, dass Maynooth auch an das S-Bahn-System der Iarnród Éireann angeschlossen ist (Western Commuter) und neben Bus Éireann u. a. auch von Dublin Bus bedient wird. Der Royal Canal, schiffbar von Dublin bis Maynooth, wird hauptsächlich für Freizeitzwecke genutzt.

## Wirtschaft und Lehre
Maynooth ist das Haupteinzelhandels- und Servicezentrum für Nord-Kildare und Süd-Meath, mit z. T. rund um die Uhr geöffneten Filialen aller großen in Irland vertretenen Einzelhandelsketten bzw. groß-dimensionierten Einkaufszentren (Dunnes). Leixlip ist eine wirtschaftlich bedeutende Nachbarstadt, mit 14.676 Einwohnern (2006) und wichtigen Produktionsstätten von Intel und Hewlett-Packard, bei denen auch Arbeitnehmer aus Maynooth beschäftigt sind.
Als Universitätsstadt beherbergt Maynooth mit der 1997 gegründeten National University of Ireland, Maynooth (NUIM), einer der vier konstituierenden Universitäten der National University of Ireland, die kleinste, aber am schnellsten wachsende Universität Irlands mit zurzeit über 6.500 immatrikulierten Studenten (2008/2009). Der Österreicher David Stifter, ein renommierter Keltologe, ist dort Inhaber eines Lehrstuhls für altkeltische Sprachen. Weiter existieren in Maynooth seit 1795 das St Patrick’s College (auch bekannt als Maynooth College), das nationale irische Priesterseminar (seit 1997 als privates, römisch-katholisches College), und die diesem assoziierte Pontifical University of Maynooth, die einzige, 1896 gegründete Privatuniversität in Irland. Im St Patrick’s College werden alle Konferenzen der Irischen Bischofskonferenz abgehalten.

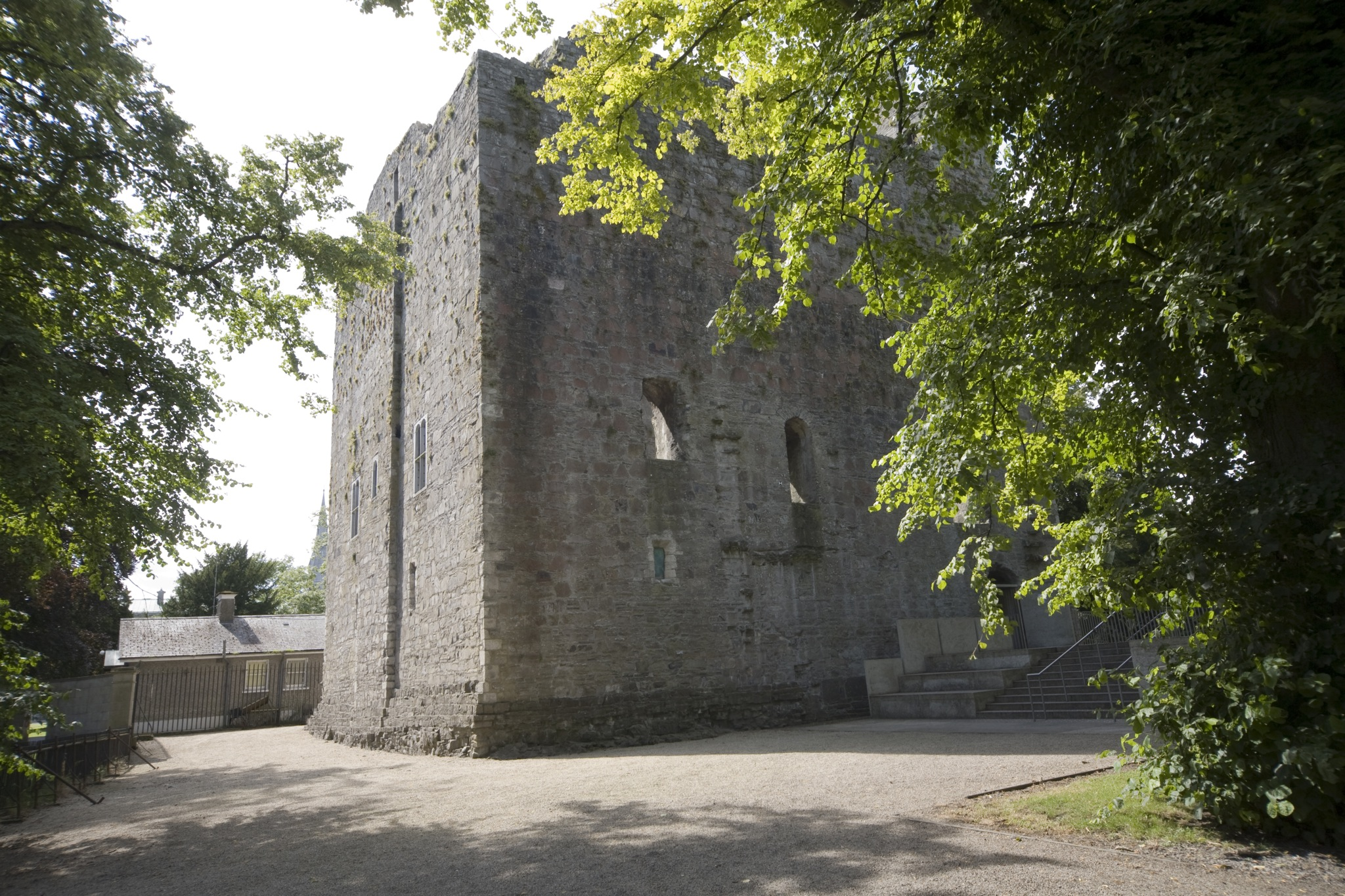
Maynooth Castle

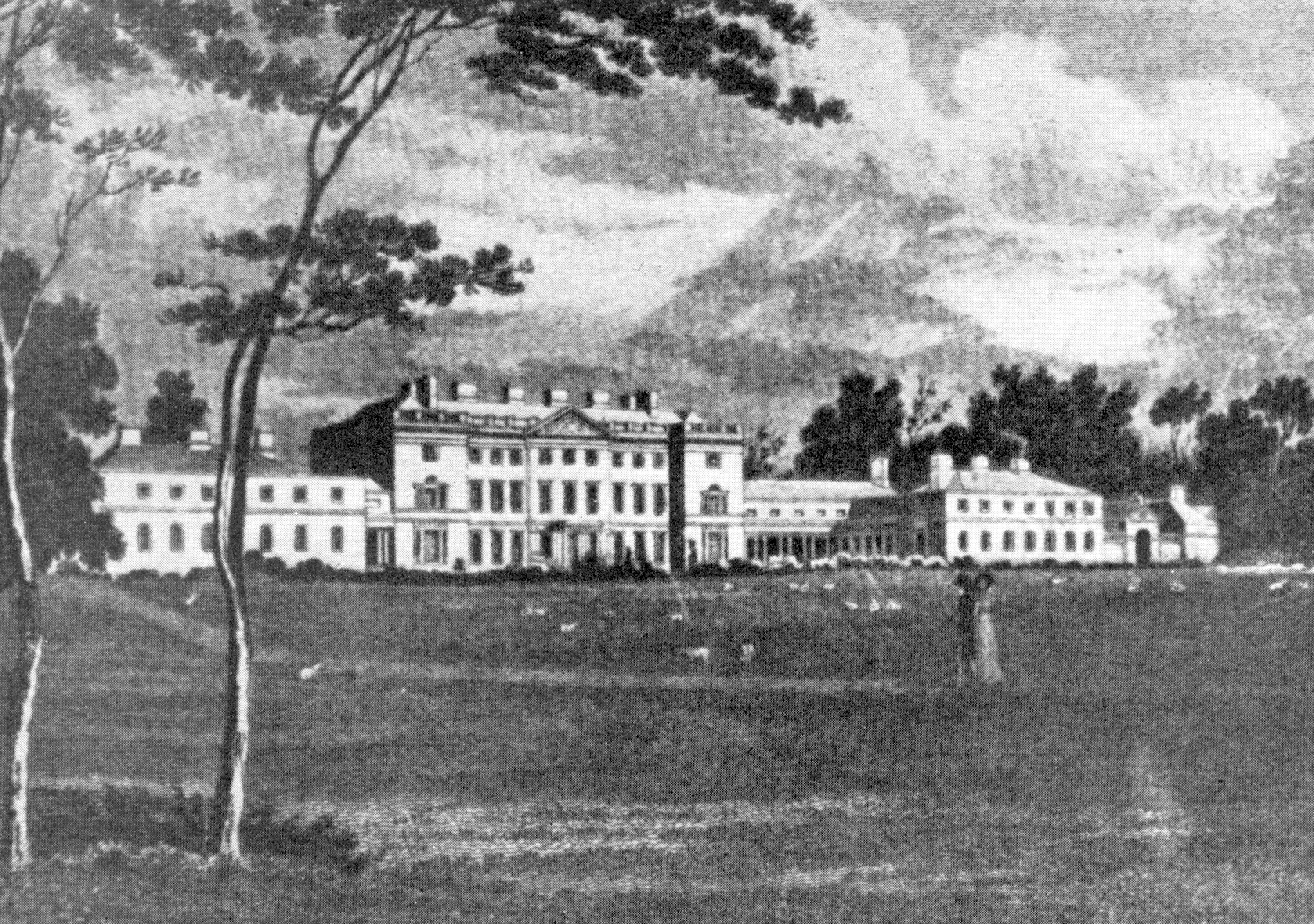
Carton House, 1824

## Sehenswürdigkeiten
Das Tree Council of Ireland hat die Eibe (Yew Tree) am Eingang zum St Patrick’s College zum ältesten einheimischen Baum Irlands erklärt. Die als Silken Thomas Yew bekannte Eibe ist die letzte einer Eibenreihe, die zur Zeit des Baus des Maynooth Castle im 12. Jahrhundert gepflanzt worden war.
Am westlichen Ende der Main Street, am Eingang zum älteren Teil des Universitätscampus, befindet sich die Ruine von Maynooth Castle. Dieses wurde im 13. Jahrhundert errichtet und war die Heimstatt der Earls of Kildare, bis Thomas FitzGerald, 10. Earl of Kildare, nach einer Rebellion gegen Heinrich VIII. im Jahr 1537 seinen Adelstitel verlor und zum Tode verurteilt wurde.
Östlich außerhalb von Maynooth liegt Carton House, ein Anwesen, dessen Geschichte im 17. Jahrhundert beginnt und das von dem irischen Architekten Richard Cassels zwischen 1739 und 1745 zu wesentlichen Teilen umgebaut wurde. Bis zum 19. Jahrhundert wurde es von den restaurierten Earls of Kildare, ab 1766 Dukes of Leinster, mehrfach um- und ausgebaut. Edward FitzGerald, 7. Duke of Leinster, lebte bis 1920 im Carton House. Seit 2000 befindet sich hier ein Golf-Resort.
Auf dem alten Campus befindet sich die zwischen 1875 und 1905 errichtete neugotische College Chapel.

## Persönlichkeiten
- Gerald FitzGerald, 9. Earl of Kildare (1487–1534), Peer und Lord Deputy von Irland
- Ralph Corbie (1598–1644), Jesuit, 1929 seliggesprochen
- James Duggan (1825–1899), römisch-katholischer Geistlicher, Bischof von Chicago
- Domhnall Ua Buachalla (1866–1963), Politiker und u. a. Mitglied des First Dáil
- Paul Mescal (* 1996), Schauspieler
- Mark Travers (* 1999), Fußballspieler

## Städtepartnerschaften
- Canet-en-Roussillon (Frankreich), seit 2011